# Team Jayco AlUla

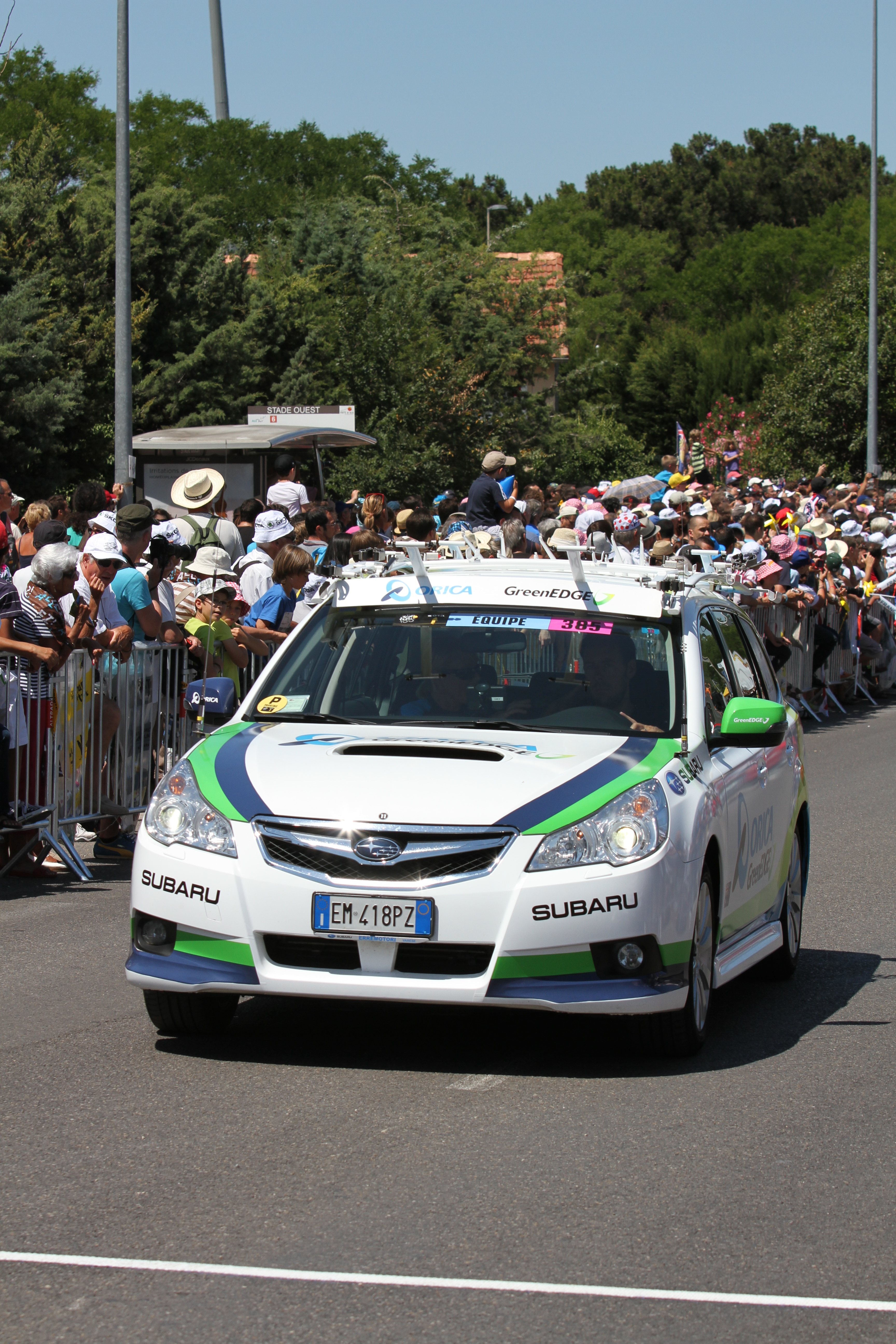
Vehicle de l'equip al 2013

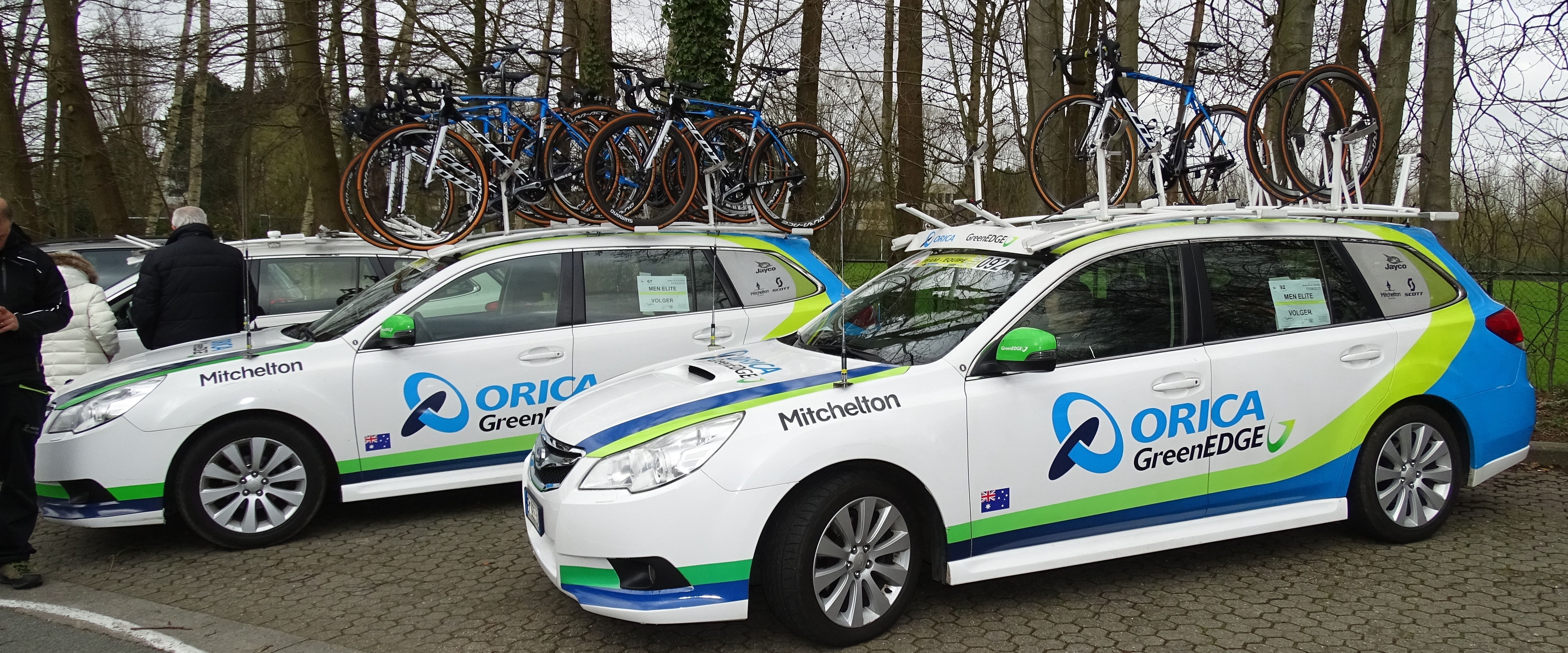
Vehicles de l'equip al 2015

El Team Jayco AlUla (codi UCI: JAY ) és un equip ciclista australià creat el 2012. Forma part de la màxima categoria professional del ciclisme, l'UCI WorldTeam.
El projecte d'equip fou fet públic el gener de 2011 a Adelaida pel mànager Shayne Bannan, en què exposà la voluntat d'adquirir la llicència ProTour. A la fi del 2011 l'UCI acceptà l'equip per un període de dos anys, després d'haver avaluat i superat els criteris esportius, ètics, financers i administratius establerts.
Des de l'1 de maig de 2012 l'equip té un nou patrocinador principal, Orica, empresa d'explosius i productes químics per a la mineria, amb la qual cosa l'equip passa a anomenar-se Orica-GreenEDGE a partir d'aquella data. A mitjan temporada 2016, just abans de començar el Tour de França tornà a canviar de nom. El 2017 pateix un nou canvi en la denominació. Entre el 2018 i el 2020 fou anomenat Mitchelton-Scott.

## Principals victòries

### Clàssiques
- Milà-Sanremo: 2012 (Simon Gerrans)
- Gran Premi Ciclista de Quebec: 2012 i 2014 (Simon Gerrans)
- Lieja-Bastogne-Lieja: 2014 (Simon Gerrans)
- Gran Premi Ciclista de Mont-real: 2014 (Simon Gerrans)
- París-Roubaix: 2016 (Mathew Hayman)
- EuroEyes Cyclassics: 2016 (Caleb Ewan)
- Volta a Llombardia: 2016 (Esteban Chaves)

### Curses per etapes
- Tour Down Under: 2012, 2014, 2016 (Simon Gerrans), 2018 (Daryl Impey)
- Volta a Catalunya: 2012 (Michael Albasini)
- Volta a Polònia: 2013 (Pieter Weening)
- UAE Tour: 2020 (Adam Yates)
- Tirrena-Adriàtica: 2020 (Simon Yates)

### Grans Voltes
- Tour de França :

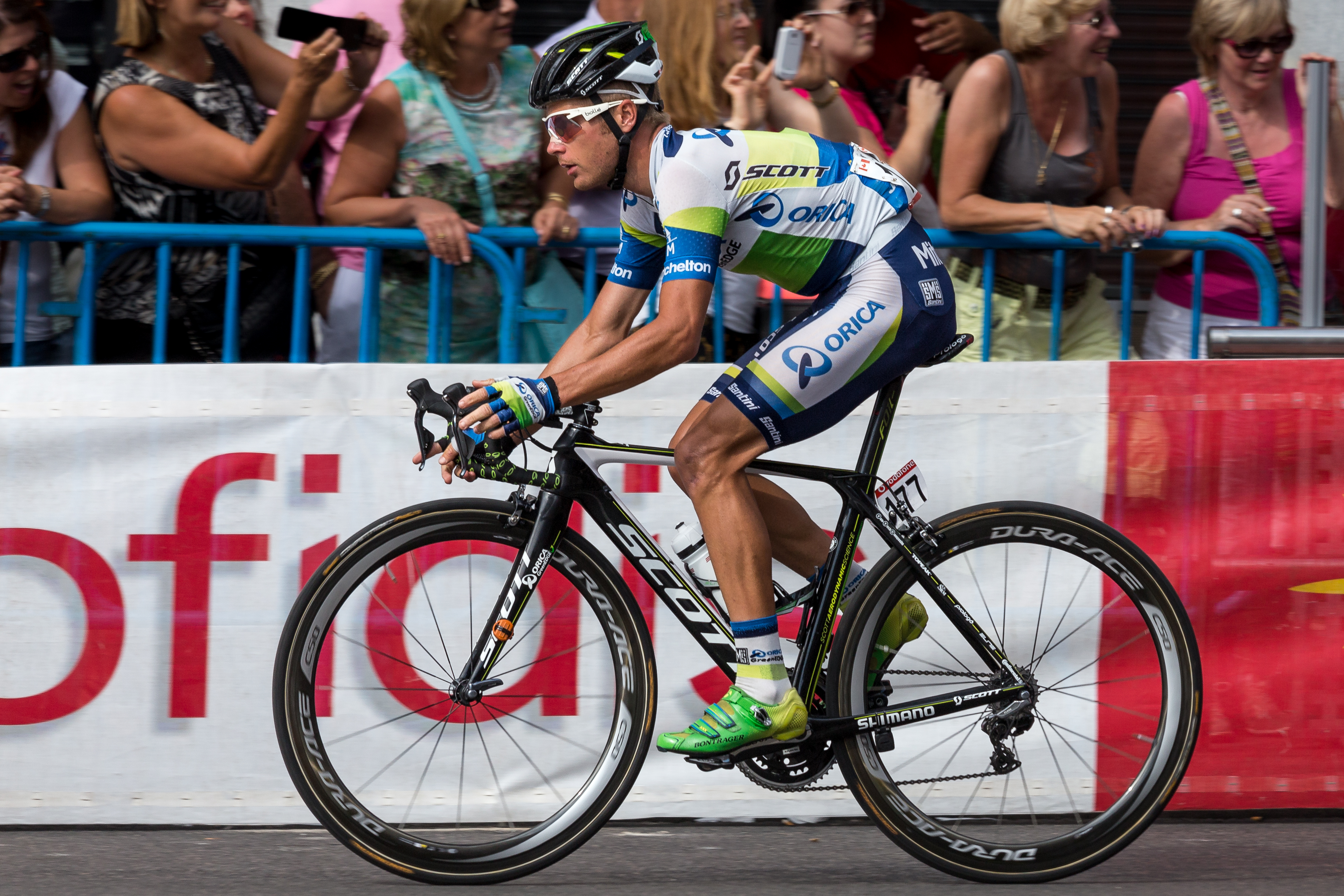
Christian Meier a Volta a Espanya de 2013.

  - 12 participacions (2012, 2013, 2014, 2015, 2016, 2017, 2018, 2019, 2020, 2021, 2022, 2023)
  - 8 victòries d'etapa
    - 2 el 2013: Simon Gerrans, contrarellotge per equips
    - 1 el 2016: Michael Matthews
    - 4 el 2019: Daryl Impey, Simon Yates (2), Matteo Trentin
    - 1 el 2022: Michael Matthews

  - Classificacions secundàries
    - Classificació dels joves: 2016 (Adam Yates), 2017 (Simon Yates)

- Giro d'Itàlia :
  - 12 participacions (2012, 2013, 2014, 2015, 2016, 2017, 2018, 2019, 2020, 2021, 2022, 2023)
  - 19 victòria d'etapa
    - 1 el 2012: Matthew Goss
    - 3 el 2014: contrarellotge per equips, Michael Matthews i Pieter Weening
    - 2 el 2015: contrarellotge per equips, Michael Matthews
    - 1 el 2016: Esteban Chaves
    - 1 el 2017: Caleb Ewan
    - 5 el 2018: Esteban Chaves, Simon Yates (3) i Mikel Nieve
    - 1 el 2019: Esteban Chaves
    - 1 el 2021: Simon Yates
    - 3 el 2022: Simon Yates (2), Matteo Sobrero
    - 1 el 2023: Michael Matthews

- Volta a Espanya :
  - 12 participacions (2012, 2013, 2014, 2015, 2016, 2017, 2018, 2019, 2020, 2021, 2022, 2023)
  - 12 victòries d'etapa
    - 1 el 2012: Simon Clarke
    - 2 el 2013: Michael Matthews (2)
    - 1 el 2013: Michael Matthews
    - 2 el 2015: Esteban Chaves (2), Caleb Ewan
    - 4 el 2015: Simon Yates, Jens Keukeleire, Magnus Cort Nielsen (2)
    - 1 el 2018: Simon Yates

  - 1 victòria final: 
    - 2018: Simon Yates

  - Classificacions secundàries
    - Gran Premi de la muntanya: 2012 (Simon Clarke)
    - Classificació de la combinada: 2018 (Simon Yates)

### Campionats nacionals
- Campionat d'Austràlia en ruta: 2012, 2014 (Simon Gerrans), 2013 (Luke Durbridge), 2018 (Alexander Edmondson), 2020, 2021 (Cameron Meyer), 2024 (Luke Plapp)
- Campionat d'Austràlia en contrarellotge: 2012, 2013, 2019, 2020 (Luke Durbridge), 2014 (Michael Hepburn), 2024 (Luke Plapp)
- Campionat del Canadà en ruta: 2014 (Svein Tuft)
- Campionat del Canadà en contrarellotge: 2012, 2014, 2017 (Svein Tuft)
- Campionat d'Eritrea en ruta: 2012 (Daniel Teklehaimanot)
- Campionat d'Eritrea en contrarellotge: 2012 (Daniel Teklehaimanot)
- Campionat d'Eslovènia en ruta: 2017 (Luka Mezgec)
- Campionat dels Estats Units en contrarellotge: 2022 (Lawson Craddock)
- Campionat d'Etiòpia en contrarellotge: 2023 (Tsgabu Grmay)
- Campionat d'Hongria en contrarellotge: 2020 (Barnabás Peák)
- Campionat d'Irlanda en contrarellotge: 2024 (Eddie Dunbar)
- Campionat de Lituània en ruta: 2013 (Tomas Vaitkus)
- Campionat dels Països Baixos en ruta: 2024 (Dylan Groenewegen)
- Campionat de Sud-àfrica en contrarellotge: 2013, 2014, 2015, 2016, 2017, 2018, 2019 (Daryl Impey)
- Campionat de Sud-àfrica en ruta: 2018 i 2019 (Daryl Impey)
- Campionat de Suïssa en ruta: 2024 (Mauro Schmid)

## Classificacions UCI
En la seva primera temporada, el 2012, l'equip forma part de l'UCI World Tour.
| Temporada | Classificació per equipa | Millor ciclista en la classificació individual |
| --------- | ------------------------ | ---------------------------------------------- |
| 2012      | 6è                       | Simon Gerrans (6è)                             |
| 2013      | 13è                      | Pieter Weening (25è)                           |
| 2014      | 5è                       | Simon Gerrans (3r)                             |
| 2015      | 8è                       | Michael Matthews (20è)                         |
| 2016      | 5è                       | Esteban Chaves (9è)                            |
| 2017      | 7è                       | Simon Yates (33è)                              |
| 2018      | 5è                       | Simon Yates (1r)                               |

El 2016 la Classificació mundial UCI passa a tenir en compte totes les proves UCI. Durant tres temporades existeix paral·lelament amb la classificació UCI World Tour i els circuits continentals. A partir del 2019 substitueix definitivament la classificació UCI World Tour.
| Temporada | Classificació per equips | Millor ciclista en la classificació individual |
| --------- | ------------------------ | ---------------------------------------------- |
| 2016      | -                        | Esteban Chaves (10è)                           |
| 2017      | -                        | Michael Albasini (31è)                         |
| 2018      | -                        | Simon Yates (2n)                               |
| 2019      | 8è                       | Adam Yates (18è)                               |
| 2020      | 11è                      | Simon Yates (27è)                              |
| 2021      | 19è                      | Simon Yates (36è)                              |
| 2022      | 16è                      | Michael Matthews (11è)                         |
| 2023      | 13è                      | Simon Yates (11è)                              |

## Composició de l'equip 2024
| Llista de l'equip 2024  | Llista de l'equip 2024 | Llista de l'equip 2024                          | Llista de l'equip 2024 |
| Ciclista                | Data de naixement      | Equip previ                                     |                        |
| ----------------------- | ---------------------- | ----------------------------------------------- | ---------------------- |
| Welay Berehe            | 22 de octubre de 2001  | EF Education-Nippo Development (2022)           |                        |
| Lawson Craddock         | 20 de febrer de 1992   | EF Education-Nippo (2021)                       |                        |
| Alessandro De Marchi    | 19 de maig de 1986     | Israel-Premier Tech (2022)                      |                        |
| Davide De Pretto        | 19 de abril de 2002    | Zalf Euromobil Fior (2023)                      |                        |
| Edward Dunbar           | 1 de setembre de 1996  | Ineos Grenadiers (2022)                         |                        |
| Luke Durbridge          | 9 de abril de 1991     | Jayco-AIS (2011)                                |                        |
| Felix Engelhardt        | 19 de agost de 2000    | Tirol KTM Cycling Team (2022)                   |                        |
| Caleb Ewan              | 11 de juliol de 1994   | Lotto Dstny (2023)                              |                        |
| Anders Foldager         | 27 de juliol de 2001   | Biesse-Carrera (2023)                           |                        |
| Dylan Groenewegen       | 21 de juny de 1993     | Jumbo-Visma (2021)                              |                        |
| Lucas Hamilton          | 12 de febrer de 1996   | UniSA-Australia (2017)                          |                        |
| Chris Harper            | 23 de novembre de 1994 | Jumbo-Visma (2022)                              |                        |
| Michael Hepburn         | 17 de agost de 1991    | Jayco-AIS (2011)                                |                        |
| Amund Grøndahl Jansen   | 11 de febrer de 1994   | Jumbo-Visma (2020)                              |                        |
| Christopher Juul-Jensen | 6 de juliol de 1989    | Tinkoff-Saxo (2015)                             |                        |
| Jan Maas                | 19 de febrer de 1996   | Leopard Pro Cycling (2021)                      |                        |
| Michael Matthews        | 26 de setembre de 1990 | Team Sunweb (2020)                              |                        |
| Luka Mezgec             | 27 de juny de 1988     | Giant-Alpecin (2015)                            |                        |
| Kelland O'Brien         | 22 de maig de 1998     | St Kilda Cycling Club (2020)                    |                        |
| David Peña              | 8 de maig de 2000      | Colombia Tierra de Atletas-GW Bicicletas (2021) |                        |
| Lucas Plapp             | 25 de desembre de 2000 | Ineos Grenadiers (2023)                         |                        |
| Rudy Porter             | 15 de desembre de 2000 | Trinity Racing (2022)                           |                        |
| Blake Quick             | 26 de febrer de 2000   | Trinity Racing (2022)                           |                        |
| Elmar Reinders          | 14 de març de 1992     | Riwal Cycling Team (2022)                       |                        |
| Mauro Schmid            | 4 de desembre de 1999  | Soudal Quick-Step (2023)                        |                        |
| Callum Scotson          | 10 de agost de 1996    | Mitchelton-BikeExchange (2018)                  |                        |
| Campbell Stewart        | 12 de maig de 1998     | Black Spoke Pro Cycling (2021)                  |                        |
| Max Walscheid           | 13 de juny de 1993     | Cofidis (2023)                                  |                        |
| Simon Yates             | 7 de agost de 1992     | 100% me (2013)                                  |                        |
| Filippo Zana            | 18 de març de 1999     | Bardiani CSF Faizanè (2022)                     |                        |
|                         |                        |                                                 |                        |
| Font: ProCyclingStats   |                        |                                                 |                        |